# Odocoileus
Odocoileus är ett släkte av däggdjur som beskrevs av Rafinesque 1832 och som ingår i familjen hjortdjur.
Det vetenskapliga släktnamnet är bildat av de grekiska orden odous (tänder) och koilos (hål, klaff). Det syftar på avsaknaden av de övre hörntänderna. Hjortdjur av släktet Cervus uppvisar dessa tänder.

## Utseende
Arterna når vanligen en kroppslängd (huvud och bål) av 85 till 210 cm, en svanslängd av 10 till 35 cm, en mankhöjd av 55 till 110 cm och en vikt av 18 till 210 kg. Hannar är större och tyngre än honor. Dessutom förekommer betydande storleksvariationer beroende på populationens utbredning. Det gäller främst för svartsvanshjorten. Vanligen är exemplar i norra delen av utbredningsområdet störst. Den något grova pälsen på ovansidan är under vintern gråbrun och under sommaren rödbrun. På undersidan förekommer ljusare päls. I motsats till några sydamerikanska hjortdjur som sumphjort eller pampashjort har arterna körtlar vid mellanfoten. Den tydligaste skillnaden mellan släktets arter är svansens utseende. Den är hos vitsvanshjort brun på ovansidan samt vit vid sidorna och på undersidan. Hos svartsvanshjort kan ovansidan vara vit eller svart men spetsen är alltid svart.

## Taxonomi och utbredning
Arter enligt Catalogue of Life, Dyntaxa och Wilson & Reeder (2005). Utbredning enligt IUCN.
- Svartsvanshjort (Odocoileus hemionus) lever i västra delen av Nordamerika från Alaska till centrala Mexiko.
- Vitsvanshjort (Odocoileus virginianus) förekommer från Nordamerika, söder om tundran, till norra och västra Sydamerika.

## Ekologi
Dessa hjortdjur lever i områden med tillräcklig växtlighet som erbjuder gömställen men de undviker täta skogar. Arterna är främst aktiva under gryningen och skymningen. I kyligare regioner kan de utföra längre vandringar före vintern. Svartsvanshjorten föredrar gräs under sommaren och blad under andra årstider. Vitsvanshjorten äter blad och andra växtdelar. För flockarnas sammansättning finns två varianter. Den första varianten är en vuxen hona med dottern från det gångna året och med ungarna från det aktuella året. Den andra varianten är en liten grupp av ungkarlar. Dessutom förekommer ensam levande hannar. Fortplantningstiden är beroende på utbredning.

## Bildgalleri

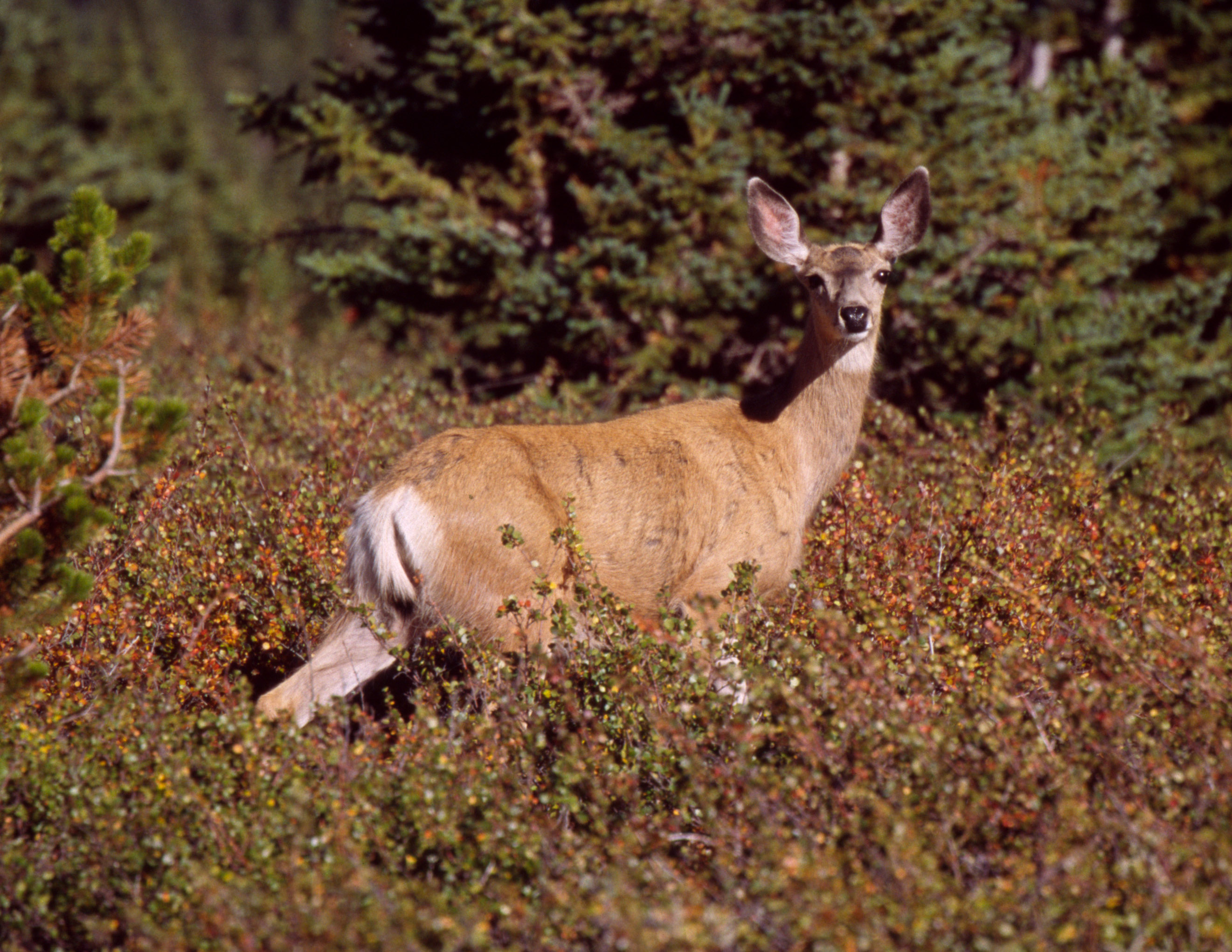
Svartsvanshjort, hona
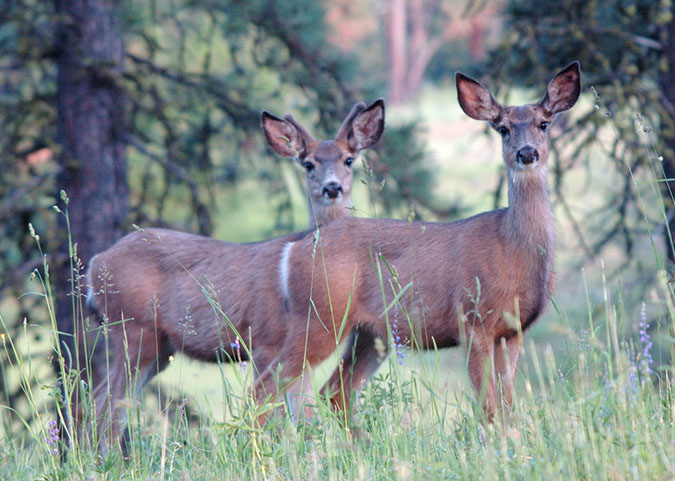
Svartsvanshjort, två honor
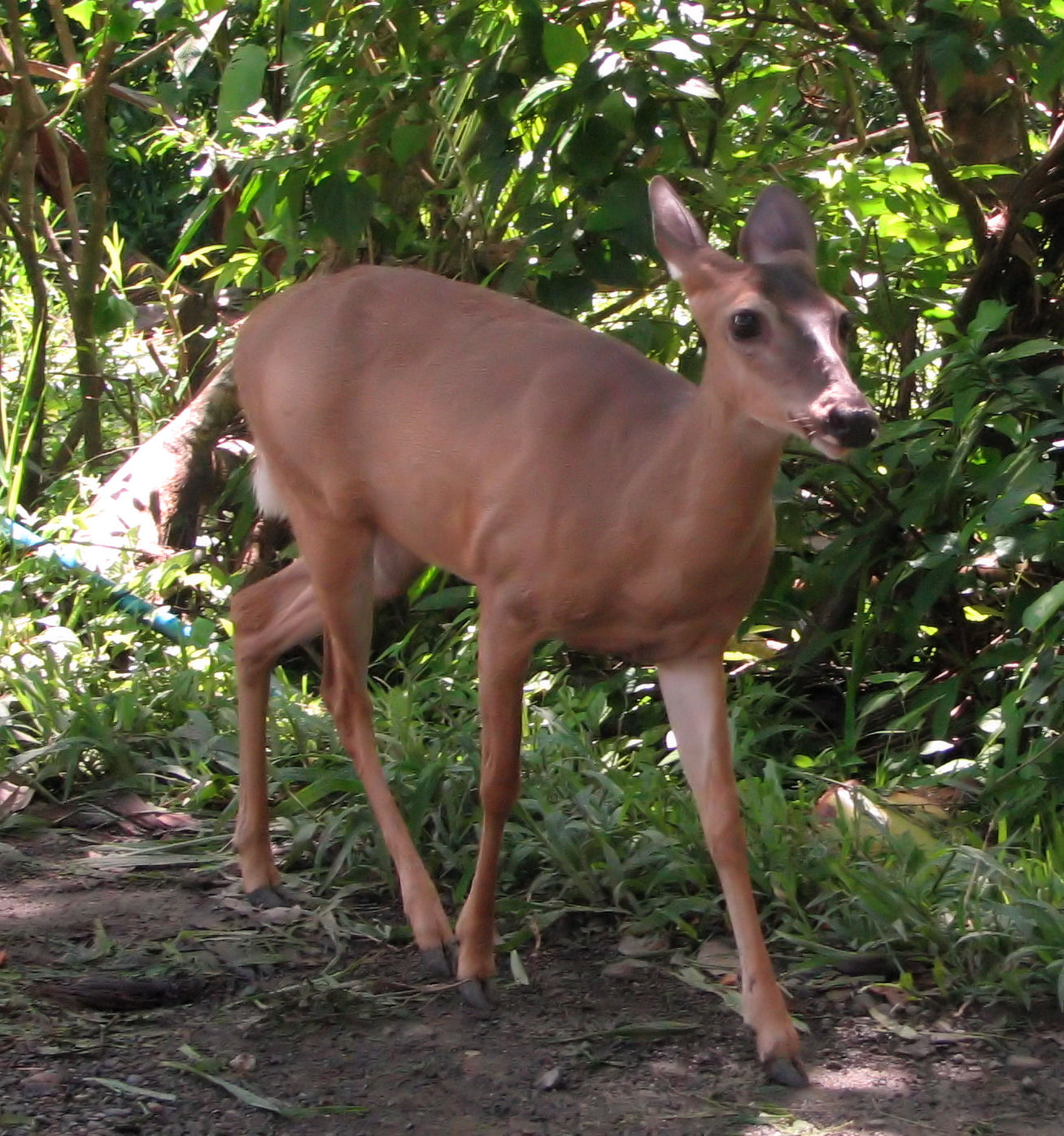
Vitsvanshjort, hona